# Гучний дім (мультсеріал)
«Гучний дім» (англ. The Loud House) — американський мультсеріал виробництва Nickelodeon Animation Studio, що виходить з 2 травня 2016 в США.

## Сюжет
Ласкаво просимо в будинок сімейства Лаудів: Лорі, Лені, Луна, Луен, Лінн, Люсі, Лана, Лола, Ліса, Лілі і … Лінкольн Лауд! 
Оскільки Лінкольн — єдиний брат п'яти молодших і п'яти старших сестер в будинку з однією ванною, життя його може піти шкереберть в будь-який момент. Вибухові наукові експерименти, пошуки ідеального місця для довгої сімейної поїздки та бути моделлю для нарядів сестри… І все ж він не проміняє це життя ні на яке інше. 
А знаєте, який секрет допомагає Лінкольну вижити в цьому галасливому будинку? У нього завжди є план. І з невеликою допомогою свого кращого друга Клайда — Лінкольн може впоратися з будь-якою перешкодою з тих, що створюють йому сестри.

## Персонажі

### Головні
- Лінкольн Лауд (11 років) — у нього 10 сестер! П'ять старших і п'ять молодших. В таких умовах жити досить складно. Адже його періодично змушують бути лабораторним кроликом або моделлю для нарядів. Тому Лінкольн намагається якось урізноманітнити своє дозвілля, постійно вигадуючи цікаві заняття. А у вільний час він полюбляє читати комікси в одних трусах, сидячи в своїй персональній кімнаті. І те, що це всього лише перероблена комора, не має ніякого значення!
- Лорі Лауд (17 років) — найстарша дитина в родині Лаудів. Вона — самопроголошений командир і єдиний підліток з правами водія, так що всім дітям краще бути у неї на хорошому рахунку. Вона чемпіон по відправленню СМС-повідомлень і професіонал в іронічному закочуванні очей, і ще вона не боїться сказати будь-кому все, що вона про нього думає.
- Лені Лауд (16 років) — обожнює створювати власні моделі одягу та аксесуари до них. Лені легко відвернути чимось блискучим, і вона часто натикається на стіни під час розмови, але те, чого їй не вистачає в силу нестачі розуму, вона завоює характером. Мабуть, вона наймиліша серед дітей Лаудів!
- Луна Лауд (15 років) — настільки любить музику, що часто розмовляє рядками з пісень! Її неспокійний і волелюбний дух завжди провокує її збільшити гучність і підірвати будинок божевільним гітарним соло! Завжди допомагає брату і сестрам, коли це потрібно.
- Луен Лауд (14 років) — любить змушувати рідню посміятися. Від подушок з непристойними звуками до бризкатих квітів і черевомовних жартів ляльки на ім'я Містер Кокос, арсенал приколів Луен завжди готовий до дії.
- Лін Лауд (13 років) — все на світі може перетворити в спорт. Чистити варені яйця? У стрибку! Мити підлогу на кухні? В підкаті! Лінн обожнює змагання і дуже забобонна, коли мова йде про виступи улюбленої команди. А ще, її легко можна взяти на слабо!
- Люсі Лауд (8 років) — любить все темне і страшне. Зазвичай її можна знайти за читанням власних похмурих віршів або відпусканням похмурих коментарів. Якщо ви давно не бачили Люсі, не переживайте — вона незабаром, як завжди, з'явиться ніби з нізвідки, лякаючи всіх навколо!
- Лана Лауд (6 років) — близнючка Лоли, місцевий головний ремонтник, який завжди готовий надати свої послуги, якою б брудною не була робота. Треба прочистити засмічення в туалеті? Погодувати змію? Все, що їй потрібно — трохи жуйки, а іноді досить жмені собачого корму.
- Лола Лауд (6 років) — близнючка Лани, неодмінна учасниця конкурсів краси, її інтереси — це блискітки, фотосесії та її власне прекрасне, прекрасне обличчя. Але під товстим шаром цукрової глазурі ховається… злий геній, не більше не менше. Лола — вуха і очі будинку Лаудів… краще не виводити її з себе!
- Ліса Лауд (4 роки) — розумніша, ніж всі її родичі, разом узяті. Вона проводить більшу частину часу в лабораторії, влаштовуючи дивні вибухи, і таке інше. Вона завжди рада допомогти з домашнім завданням або вказати на конструктивні недоліки форту з подушок. Адже вона любить своїх піддослідних родичів!
- Лілі Лауд (15 місяців) — найменший член сім'ї Лаудів, але те, що вона програє, поступаючись в розмірах, вона надолужує за рахунок своїх смердючих сюрпризів. Вона професійно бруднить підгузки і слинявчики. Лілі — загальна маленька улюблениця!
- Клайд (11 років) — кращий друг і напарник Лінкольна. Єдина дитина в сім'ї, Клайд трохи заздрить моторному життю в будинку Лаудів, і завжди готовий вписатися в божевільні плани Лінкольна. Крім того, він закоханий у Лорі, і не може вести себе нормально, коли вона поблизу.
- Боббі (17 років) — суперкльовий хлопець Лорі і володар багатьох талантів. Коли він не доставляє піцу, не працює охоронцем, рятівником, або продавцем зелені, він, швидше за все, пише СМС Лорі. Боббі — хлопець недалекий, але він точно милий!

## Озвучування
| Персонаж | Оригінал                                                                | Дубляж               |
| -------- | ----------------------------------------------------------------------- | -------------------- |
| Лінкольн | Грант Палмер Колін Дін Текс Гаммонд Ашер Бішоп Бентлі Гріффін Соєр Коул | Марина Локтіонова    |
| Лорі     | Катрін Табер                                                            | Вікторія Бакун       |
| Лені     | Ліліана Мумі                                                            | Наталка Денисенко    |
| Луна     | Ніка Фаттерман                                                          | Юлія Шаповал         |
| Луен     | Крістіна Пучеллі                                                        | Катерина Брайковська |
| Лінн     | Джессіка Ді Чікко                                                       | Лейла-Султанія Кім   |
| Люсі     | Джессіка Ді Чікко                                                       | Вікторія Мотрук      |
| Лана     | Грей Гріффін                                                            | Анастасія Зіновенко  |
| Лола     | Грей Гріффін                                                            | Єлизавета Зіновенко  |
| Лілі     | Грей Гріффін                                                            | Юлія Перенчук        |
| Ліса     | Лара Джилл Міллер                                                       | Галина Дубок         |

## Виробництво
«Гучний дім» був створений Крісом Савіно для Nickelodeon. Він заснував серіал на основі свого власного досвіду зростання у великій родині. На початку розробки родина Лаудів мала складатися з кроликів, але потрібно було переробити концепт, коли керівниця Дженна Бойд попросила Савіно зробити їх людьми. Ідея родини Лаудів кроликів використалася в епізоді 3 сезону «Білий заєць». Кріс подав ідею у 2013 році як короткометражку, тривалістю 2+1/2 хвилини для їхньої щорічної програми короткометражних анімаційних фільмів. У червні 2014 року Nickelodeon оголосила, що «Гучний дім» матиме 13 серій. Пізніше порядок серій було збільшено до 26. 25 травня 2016 року було оголошено про продовження мультсеріалу на другий сезон. 19 жовтня 2016 року продовжено на третій сезон. Кріс Савіно зазначив, що «Peanuts» і «Polly and Her Pals» вплинули на характеристики та анімацію мультсеріалу. Газетні комікси також вплинули на його фонові зображення.